# Zámek Talcy
Zámek Talcy (francouzsky Château de Talcy) stojí ve stejnojmenné francouzské obci Talcy v departementu Loir-et-Cher, region Centre-Val de Loire, asi 20 kilometrů severně od Blois. Patří zámkům na Loiře.
V roce 1908 byl jako historický monument zařazen mezi památkově chráněné objekty. K charakteristikám zámku patří téměř kompletně zachované vnitřní zařízení s nábytkem ze 17. a 18. století a zrestaurované barokní zahrady.